# Onthophagus paracentricornis
Onthophagus paracentricornis é uma espécie de inseto do género Onthophagus, família Scarabaeidae, ordem Coleoptera.
Foi descrita cientificamente por Ochi & Kon em 2014.